# Conectividad paisajística
La conectividad paisajística hace referencia a la forma y estructura del paisaje, así como a la capacidad del mismo para permitir el movimiento de los individuos de determinadas especies entre distintos parches de recursos.
Se puede dividir en:
- Conectividad estructural: Engloba la organización espacial de los elementos que componen el paisaje y la relación que presentan.

- Conectividad funcional: Esta conectividad viene definida por la estructura espacial y por la capacidad de los animales para desplazarse en el paisaje. La conectividad funcional también es mencionada, en algunas ocasiones, como conectividad paisajística. El  elemento principal que permite la conectividad entre parches son los corredores, que son estructuras que facilitan el movimiento entre los distintos parches. Al conservar cierta estructura y tamaño pueden ser medios menos hostiles para que los organismos puedan utilizarlos para desplazarse en un paisaje.

Hay varios tipos de corredores que permiten el desplazamiento de los organismos. 
Podemos clasificarlos según su estructura y según su función. En el caso de los corredores según su estructura, podemos encontrarnos con tres tipos de corredores: lineales, stepping stones y de paisaje. Según la función que realicen, encontramos corredores de migración, de dispersión o de desplazamiento.

## Tipos de corredores según su estructura
- Corredor lineal: Se trata de una estructura continua que permite el desplazamiento a los individuos de las distintas especies sin que estos tengan que atravesar zonas hostiles. La capacidad de desplazamiento de los individuos en este tipo de corredores es muy grande, pero pueden presentarse problemas ya que algunos individuos puede quedarse ocupando el corredor en lugar de utilizarlo solo para el desplazamiento y no llegar a áreas de mayor calidad para la especie. Quedarían así ocupando áreas subóptimas para esa especie.

- Corredor stepping stones: es un corredor discontinuo. En este tipo de corredores encontramos unas zonas óptimas rodeadas de elementos hostiles para los individuos, pero que pueden ser atravesados debido a la corta distancia entre los parches.

- Corredor de paisaje: son un tipo de corredor especial, espacialmente se trata de un corredor lineal, pero está formado por parches de distinta naturaleza, que dispuestos unos junto a otros actúan funcionalmente como un corredor stepping stones.

## Tipo de corredores según su función
- Corredores de migración: Son utilizados por especies que realizan un desplazamiento migratorio anual.

- Corredores de dispersión: las especies los utilizan en una única dirección desde las zonas de origen hacia nuevas zonas con recursos. Tienen una gran importancia para el flujo genético y para mantener el número de individuos en las poblaciones aisladas.

- Corredores de desplazamiento: Son los utilizados de manera frecuente por los individuos para realizar alguna de sus actividades, como la búsqueda de nido, de alimento.

## Ventajas de la conectividad.
La conectividad confiere a los organismos la posibilidad de migrar entre distintos lugares, favoreciendo así la colonización de nuevos territorios y evitando la extinción de poblaciones existentes debido a la afluencia de individuos procedentes de otros territorios. También facilitan el desplazamiento de la fauna durante sus ciclos biológicos, permitiéndoles encontrar nuevos lugares de alimentación, refugio o cría. Además, disminuyen el aislamiento de las poblaciones. Esto supone una ventaja ya que previenen la endogamia y la deriva genética y a su vez permiten que exista una mayor variabilidad genética. De esta manera, se frenan las tendencias a la extinción, las poblaciones se enriquecen genéticamente y por lo tanto disminuye la posible sensibilidad a las enfermedades.

## Desventajas de la conectividad.
A pesar de que los corredores tienen unas ventajas muy grandes para las especies, también presentan inconvenientes. Al igual que permiten el desplazamiento de los individuos, también facilitan la transmisión y la dispersión de enfermedades, así como de especies plaga o invasoras. A gran escala temporal, los corredores pueden disminuir el nivel de variación genética de las poblaciones, impidiendo la especiación al quedar estas en contacto. Otro problema de los corredores es que estos pueden actuar como sumideros, donde los individuos de una especie pueden persistir, pero no reproducirse, ya que las condiciones no son lo suficientemente adecuadas. En estos casos, los corredores quedarían como áreas subóptimas para las especies.